# Syncrasis fucicola
Syncrasis fucicola är en stekelart som först beskrevs av Alexander Henry Haliday 1838.  Syncrasis fucicola ingår i släktet Syncrasis och familjen bracksteklar. Arten är reproducerande i Sverige. Inga underarter finns listade i Catalogue of Life.